# Puig de Sant Feliu
El Puig de Sant Feliu és una muntanya de 721 metres que es troba al municipi d'Albanyà, a la comarca catalana de l'Alt Empordà.